# Phaeophilacris geertsi
Phaeophilacris geertsi is een rechtvleugelig insect uit de familie krekels (Gryllidae). De wetenschappelijke naam van deze soort is voor het eerst geldig gepubliceerd in 1923 door Chopard.

## Verspreiding en leefgebied
Deze soort komt voor in Noord-Afrika en delen van Zuid-Europa.